# Czerniki
Czerniki (deutsch Schwarzstein) ist ein Dorf und Schulzenamt der Landgemeinde Kętrzyn in der Woiwodschaft Ermland-Masuren in Polen.

## Geographische Lage
Östlich des Dorfes in etwa zwei Kilometern Entfernung befinden sich die Seen Mój und Sieroz.

## Geschichte
Das Dorf wurde 1394 nach Kulmer Recht angelegt. Im 14. Jahrhundert verfügte die Siedlung über eine Fläche von 41 Hufen. Zudem gab es bereits eine Schenke und 1394 wurde eine Mühle errichtet. Ebenfalls Ende des 14. Jahrhunderts wurde die noch heute erhaltene Kirche errichtet.
Nach Ende des Zweiten Weltkrieges wurde der Ort zuerst in Czarny Kamień (wörtliche Übersetzung des deutschen Namens) und ab 1946 in Czerniki umbenannt.
1945 öffnete eine Grundschule im Dorf und das Dorf wurde Sitz einer Gemeinde.
Durch eine Verwaltungsreform kam das Dorf 1975 zur neu gebildeten Wojewodschaft Olsztyn. Nach deren Auflösung war Czerniki ab 1999 Teil der Wojewodschaft Ermland-Masuren.

### Einwohnerentwicklung
| Jahr     | Einwohner |
| -------- | --------- |
| 1818     | 240       |
| Mai 1939 | 1590      |
| 1970     | 420       |
| 2000     | 259       |

1785 wurden im Dorf 31 Gebäude gezählt, 1818 waren es 34 Wohngebäude. 1890 lebten 30 Polen in dem Ort.

### Legende
Die Legende um die Namensentstehung sagt, dass zum Beginn der Besiedlung eine Kirche im Dorf errichtet wurde. Allerdings wohnte unweit der Siedlung der Teufel, dem dies ein Dorn im Auge war. Daher beschloss er einen großen schwarzen Stein auf die Kirche zu werfen. Während sich der Teufel mit dem Stein auf dem Weg zur Kirche befand, ertönte plötzlich der Schrei eines Hahns, woraufhin der Teufel die Flucht ergriff und den Stein liegen ließ. Daher erhielt der Ort seinen Namen Schwarzstein. Tatsächlich befindet sich ein schwarzer, etwa drei Meter umfangender Stein im nahegelegenen Wald. Dieser wurde während der Eiszeit dorthin transportiert.

### Kirche

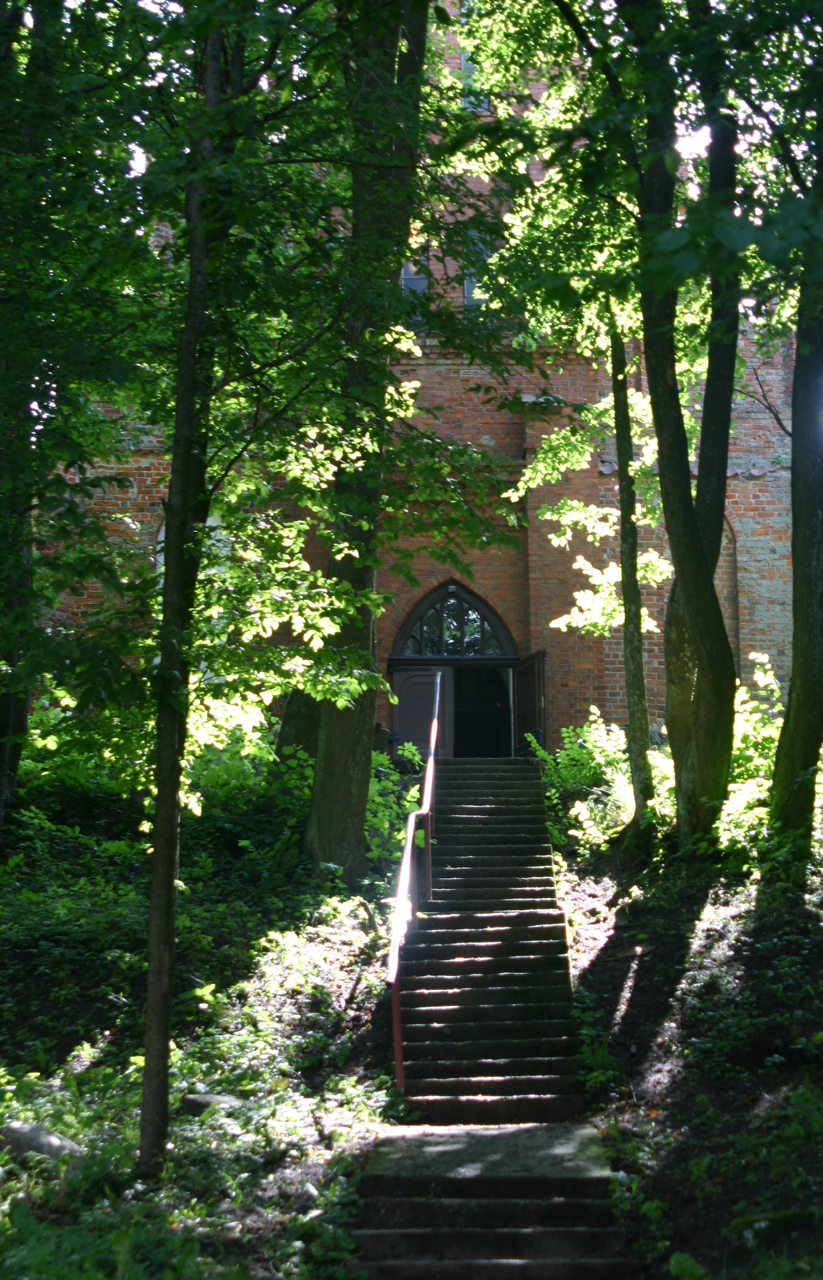
Kirche in Czerniki

Die Kirche wurde Ende des 14. Jahrhunderts errichtet und befindet sich auf einem kleinen Hügel. 1749/1750 und 1771/1772 wurde die Kirche erneuert und 1885/1886. Eine Sakristei und eine Vorhalle wurden am Ende des 19. Jahrhunderts hinzugefügt. 1990 erfolgte eine Renovierung der Kirche, eine weitere im Jahr 2009.

## Schulzenamt
Zum Schulzenamt gehören neben Czerniki selbst die Dörfer Gierłoż, Góry, Rybniki und Strzyże.

## Verkehr
Durch das Dorf führt nur eine kleine Landstraße, die etwa zwei Kilometer südwestlich in die Woiwodschaftsstraße 592 mündet und damit das Dorf mit dem etwa drei Kilometer entfernten Kętrzyn verbindet. In östliche Richtung führt die Straße nach Gierłoż, das etwa vier Kilometer entfernt ist.
Cerniki ist Bahnstation an der – heute noch für den Tourismus genutzten – Bahnstrecke Kętrzyn–Węgorzewo.
Der nächste internationale Flughafen ist der Flughafen Szczytno-Szymany, der allerdings nur saisonal Linienverkehr bietet. Dauerhaft Linienflüge bieten der Lech-Wałęsa-Flughafen Danzig und der Frédéric-Chopin-Flughafen Warschau, die beide etwa 200 Kilometer östlich bzw. südöstlich liegen.

## Sohn der Gemeinde
- Hermann Thomaschek (1824–1910), Opernsänger (Bass)